# Straß in Steiermark
Straß in Steiermark (do 31 grudnia 2015 Straß-Spielfeld) – gmina targowa w Austrii, w kraju związkowym Styria, w powiecie Leibnitz. Liczy 4901 mieszkańców (1 stycznia 2016). 1 stycznia 2020 do gminy przyłączono część gminy Murfeld (18,61 km²) z powiatu Südoststeiermark.